# Ivonne Kraft
Pour les articles homonymes, voir Kraft.
Ivonne Kraft, née le 8 juillet 1970 à Karlsruhe, est une gymnaste et coureuse cycliste allemande. Elle a commencé par la pratique du trampoline et s'est ensuite orientée vers le VTT cross-country.

## Palmarès en trampoline
- Braga 1987
  - Championne d'Europe de Double Mini par équipes avec l'Allemagne de l'Ouest (Bettina Lehmann, Gabi Dreier, Heike Holthoff)
- Copenhague 1989
  - Championne d'Europe de Double Mini par équipes avec l'Allemagne de l'Ouest (Nicole Krüger, Gabi Dreier, Renate Gehrke)

## Palmarès en VTT

### Jeux olympiques
- Athènes 2004
  - 7e en VTT cross-country

### Coupe du monde
- Coupe du monde de cross-country 
  - 10e en 2002
  - 9e en 2003
  - 10e en 2004
  - 6e en 2005

- Coupe du monde de cross-country marathon 
  - 3e en 2007

### Championnats d'Europe
- 2003
  - 7e du cross-country
- 2004
  -  Médaillée d'argent du cross-country par équipes

### Championnat d'Allemagne
- 2004
  - 2e du championnat d'Allemagne de cross-country
- 2005
  - 3e du championnat d'Allemagne de cross-country
- 2008
  - 2e du championnat d'Allemagne de cross-country
- 2009
  - 3e du championnat d'Allemagne de cross-country marathon
- 2010
  - 3e du championnat d'Allemagne de cross-country marathon

### Autres
- 2004
  - Dead Sea Bike Race
  - 3e de Madrid
- 2005
  - Dead Sea Bike Race
  - 3e de Santa Catarina
- 2007
  - 2e de Gran Carrera - marathon
  - 3e de Oisans - marathon
- 2012
  - 2e de Alanya